# Sygnały ogólnego stosowania dawane przez uprawnione osoby
Sygnały ogólnego stosowania dawane przez uprawnione osoby (D, Rm) – sygnały w polskiej sieci kolejowej dawane przez uprawnionych pracowników kolei za pomocą chorągiewki sygnałowej, ręcznej latarki sygnałowej lub gwizdka i trąbki sygnałowej.

## Sygnały D
Wyróżnia się dwa sygnały oznaczone literą D:
- D 2 „Stój” dawany ręcznie – dawany zataczając ręką szerokie koło, trzymając chorągiewkę lub jakikolwiek przedmiot w wersji dziennej, a w wersji nocnej – trzymając białą latarkę;
- D 3 „Stój” dźwiękowy – kilkukrotnie powtórzone po sobie trzy krótkie tony gwizdawką, gwizdkiem lub innym dźwiękowym przyrządem sygnałowym[1] [2] .

Sygnał D należy dawać jednocześnie z sygnałem dawanym za pomocą tarczy zatrzymania. W trakcie jazdy manewrowej sygnał „Stój” powinien być dawany równocześnie za pomocą chorągiewki, jak i dźwiękowo (sygnał Rm 4)  . 
Sygnały te stosuje się, gdy zajdzie nagła potrzeba zatrzymania pociągu, w szczególności gdy:
- zaistnieje przeszkoda na torze,
- drużyna trakcyjna innego pociągu nadaje sygnał „Stój”,
- pociąg porusza się po torze zamkniętym, nie uprzedziwszy posterunków ruchu,
- na szlaku dwutorowym pociąg porusza się po torze przeciwnym do zasadniczego, nie powiadomiwszy posterunków ruchu,
- w porze ograniczonej widoczności lub po zmroku na czole pociągu zgasną wszystkie światła,
- na torze znajdą się ludzie lub zwierzęta zagrożeni potrąceniem przez nadjeżdżający pociąg[1] [2] .

Sygnały powinny być powtarzane tak długo, aż drużyna trakcyjna się do nich zastosuje. Sygnał dawany przez konduktora powinni powtarzać także pozostali konduktorzy ku przodowi lub tyłowi pociągu (w przypadku pociągów z lokomotywą popychającą). W pociągach z hamulcem zespolonym drużyna konduktorska po odebraniu sygnały D 2 lub D 3, powinna zatrzymać pociąg  .

## Sygnały Rm
| Sygnał          | Wersja dzienna                                                                 | Wersja nocna                                                                | Wersja dźwiękowa                                                         | Znaczenie                                                       |
| --------------- | ------------------------------------------------------------------------------ | --------------------------------------------------------------------------- | ------------------------------------------------------------------------ | --------------------------------------------------------------- |
| Rm 1 „Do mnie”  | Chorągiewka sygnałowa żółta poruszana poziomo w lewo i w prawo                 | Biała latarka sygnałowa poruszana poziomo                                   | Dwa długie tony gwizdkiem i trąbką jednocześnie                          | Należy jechać w kierunku dającego sygnał                        |
| Rm 2 „Ode mnie” | Poruszanie żółtą chorągiewką sygnałową lub ręką pionowo                        | Poruszanie białą latarką sygnałową pionowo                                  | Jeden długi ton gwizdkiem i trąbką jednocześnie                          | Należy jechać w kierunku przeciwnym do dającego sygnał          |
| Rm 3 „Zwolnić”  | Ręka lub chorągiewka sygnałowa koloru żółtego poruszana po łuku w dół i w górę | Biała latarka sygnałowa poruszana po łuku w dół i w górę                    | Kilka długich tonów gwizdkiem i trąbką jednocześnie                      | Należy zwolnić bieg pojazdu szynowego                           |
| Rm 4 „Stój”     | Zataczanie okręgu ręką lub żółtą chorągiewką sygnałową                         | Zataczanie okręgu latarką sygnałową                                         | Trzy krótkie tony gwizdkiem lub trąbką sygnałową powtarzane kilkukrotnie | Należy zatrzymać pojazd szynowy                                 |
| Rm 5 „Odrzucić” | Ręka lub żółta chorągiewka poruszana poziomo, a potem pionowo do góry i na dół | Biała latarka poruszana poziomo, a potem pionowo do góry i na dół           | Dwa długie i jeden krótki ton jednocześnie                               | Należy odjechać od składu po rozprzęgnięciu                     |
| Rm 6 „Docisnąć” | Zbliżenie wyciągniętych poziomo rąk powtarzane kilkukrotnie                    | Światło białej latarki sygnałowej przerywane skierowane w stronę maszynisty | Dwa krótkie tony gwizdkiem i trąbką jednocześnie                         | Należy docisnąć do składu celem sprzęgnięcia lub rozprzęgnięcia |

Źródło:  